# Харли, Томас
Томас Харли (англ. Thomas Harley; 19 августа 2001, Сиракьюс, Нью-Йорк, США) — канадский профессиональный хоккеист, защитник клуба НХЛ «Даллас Старз».

## Карьера

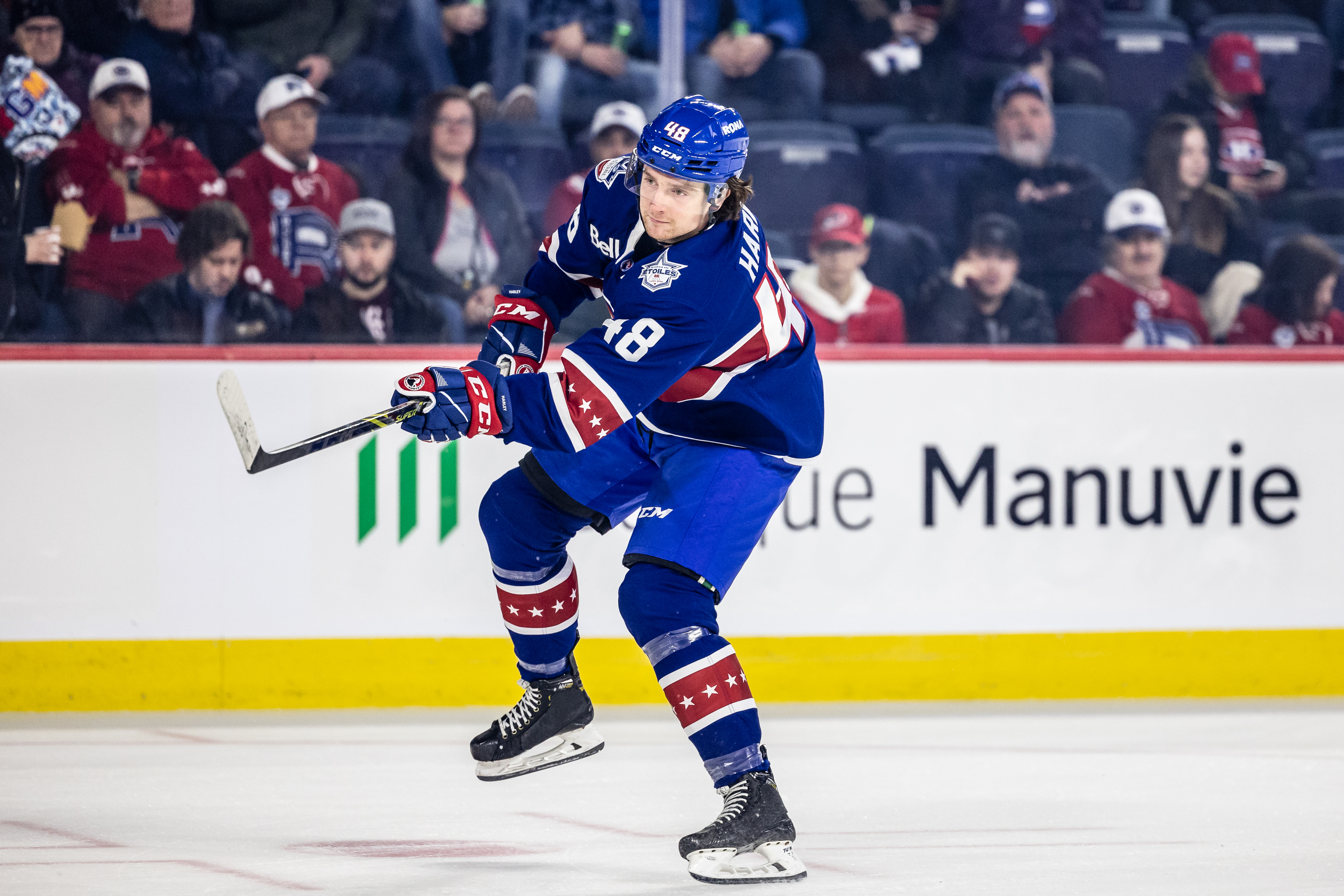
Харли на матче всех звёзд АХЛ в 2023 году.

Харли был выбран в 1-м раунде под общим 14-м номером на входящем драфте OHL клубом «Миссиссога Стилхедс». В своём втором сезоне (2018/19) в «Стилхедс» Томас получил приз Бобби Смит Трофи, который вручается игроку лучшим образом совмещающему высокие показатели на льду и в учёбе. В том же сезоне он вошёл в третью символическую сборную всех звезд OHL.
В преддверии драфта НХЛ 2019 года, по версии Центральноого скаутского бюро НХЛ, Харли занял 11-е место в рейтинге среди игроков, играющих в лигах Северной Америки. На самом драфте он был выбран в 1-м раунде под общим 18-м номером клубом «Даллас Старз». 23 сентября 2019 года Томас подписал со «Старз» трёхлетний контракт новичка.
Дебют Харли в НХЛ состоялся в матче плей-офф Кубка Стэнли 2020 года против «Колорадо Эвеланш».
Сезон 2020/21 Харли провёл в фарм-клубе «звёзд», клубе «Техас Старз», сразу же став одним из самых важных игроков команды. Свой первый гол на профессиональном уровне он забил 8 февраля 2021 года в игре против «Айова Уайлд», причем сделал он это в овертайме, тем самым принеся своей команде победу.
Сезон 2021/22 он также начал в «Техас Старз», но спустя 6 проведённых матчей, 1 ноября 2021 года был впервые вызван в «Даллас» на матчи регулярного чемпионата. На следующий день, 2 ноября Томас дебютировал в регулярных чемпионатах НХЛ в матче против «Виннипег Джетс». 28 февраля 2022 года Харли записал на свой счёт первое очко в НХЛ, отдав голевую передачу в матче против «Баффало Сейбрз». 28 апреля 2022 года он забил свой первый гол в НХЛ в ворота команды «Анахайм Дакс».
Ожидалось, что сезон 2022/23 Харли начнёт в составе «Далласа», но в результате обмена состав «звёзд» пополнил защитник Нильс Лундквист, который и занял его место. По ходу сезона Томас принял участие в матче всех звёзд АХЛ.
В сезоне 2023/24 Харли стал полноценным игроком основного состава «Старз», пропустив лишь три игры в конце чемпионата из-за травмы. Чаще всего он играл в паре с Миро Хейсканеном.
17 сентября 2024 года Томас подписал с «Даллас Старз» двухлетний контракт со среднегодовой зарплатой 4 млн. долларов.
В сезоне 2024/25 благодаря своей впечатляющей игре и из-за травмы Ши Теодора, Харли был вызван в сборную Канады на Турнир четырёх наций, который проводился вместо традиционного матча всех звёзд НХЛ и отыграл там 2 матча.

## Статистика
| Легенда | Легенда                    | Легенда | Легенда                   | Легенда | Легенда    |
| ------- | -------------------------- | ------- | ------------------------- | ------- | ---------- |
| И       | Количество проведённых игр | Штр     | Штрафное время            | +/−     | Плюс-минус |
| Г       | Голы                       | П       | Голевые передачи          | О       | Очки       |
| -       | Статистика неизвестна      | —       | Статистика не учитывалась |         |            |